# Campylocheta membrana
Campylocheta membrana är en tvåvingeart som beskrevs av Dear och Crosskey 1982. Campylocheta membrana ingår i släktet Campylocheta och familjen parasitflugor.
Artens utbredningsområde är Filippinerna. Inga underarter finns listade i Catalogue of Life.